# Valentina Teresjkova

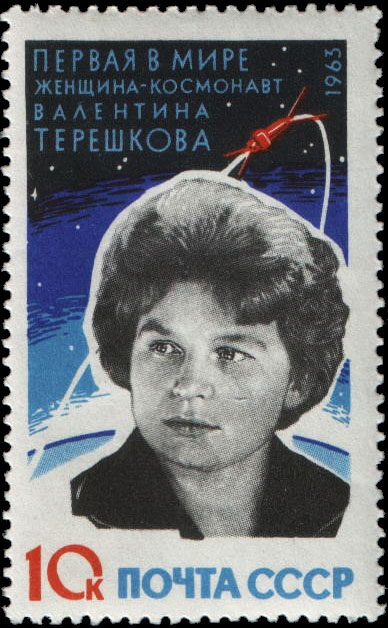
Valentina Teresjkova avbildad på ett sovjetiskt frimärke (10 kopek), 1963

Valentina Vladimirovna Teresjkova (ryska: Валенти́на Влади́мировна Терешко́ва; uttal: /tiriʃko'vɐ/), född 6 mars 1937 i Bolsjoje Maslennikovo, Jaroslavl oblast, är en före detta sovjetisk kosmonaut och rysk rymdingenjör. Hon var den första kvinnan i rymden.

## Karriär och liv

### Uppväxt
Valentina Teresjkova föddes den 6 mars 1937 i en liten by i Jaroslavl oblast i västra Ryssland. Hennes far var traktorförare och hennes mor arbetade inom textilindustrin. Hon började i skolan 1945 vid 8 års ålder, men slutade 1953 och fortsatte sin utbildning med korrespondenskurser. Hon blev intresserad av fallskärmshoppning i ung ålder, och utövade hobbyn i den lokala flygföreningen, och gjorde sitt första hopp den 21 maj 1959 vid 22 års ålder. Det var hennes kunskaper inom fallskärmshoppning som gjorde att hon blev antagen till det sovjetiska rymdprogrammet. Medan alla kosmonauter dessförinnan hade varit jetpiloter från flygvapnet var Valentina civil. Teresjkova var liksom sin mor textilfabriksarbetare och amatörfallskärmshoppare när hon rekryterades i kosmonaututbildningen med tre andra kvinnor. Efter att ha antagits till utbildning som kosmonaut 1962 fick hon lära sig att flyga olika flygplan, och kunde först sedan börja lära sig att styra ett Vostokskepp. Man ville med hjälp av hennes rymdflygning göra jämförelser mellan manliga och kvinnliga reaktioner i rymden.
Av de fyra i kosmonaututbildningen var det endast Teresjkova som blev kosmonaut.

### Rymdfärden
Den 16 juni 1963 blev hon den första kvinnan i rymden när hon lyfte med rymdfarkosten Vostok 6 från kosmodromen i Bajkonur. Hon flög 48 varv i omloppsbana runt jorden under totalt två dygn, 22 timmar och 50 minuter. Rymdfärden var den sista i Vostokprogrammet och den varade längre än alla dittills genomförda amerikanska rymdfärder tillsammans. Under hela färden anropades Teresjkova från markkontrollen med namnet Tjajka, vilket är ryska för måsen.
Fram till Blue Origin NS-31 som genomfördes den 14 april 2025 var Teresjkovas rymdfärd den enda med enbart kvinnlig besättning.

### Efter rymdfärden
Teresjkova gifte sig strax efter rymdfärden med kosmonauten Andrijan Nikolajev, och det var Nikita Chrusjtjov i hög person som följde paret till altaret. 1964 fick de en dotter, Jelena Andrianovna Nikolajeva-Teresjkova. Hon blev världens första människa vars båda föräldrar har varit i rymden.
Teresjkova studerade sedermera till rymdingenjör, vilket hon arbetade som fram till sin pension år 1997. Teresjkova nådde generalmajors rang, den högsta militära grad som en kvinna någonsin har nått i Sovjetunionen och Ryssland.

### Politisk karriär
Teresjkova är sedan 1992 ordförande i Ryska förbundet för internationellt vetenskapligt och kulturellt samarbete.
Sedan 2011 sitter Teresjkova i statsduman, Rysslands parlament, som ledamot för Enade Ryssland. Tereshkova, tillsammans med Elena Mizulina, Irina Yarovaya och Andrey Skoch , är medlem i en inter-fraktionell biträdande grupp för skydd av kristna värderingar; i denna egenskap stödde hon införandet av ändringar i den ryska konstitutionen, enligt vilka "ortodoxin är grunden för Rysslands nationella och kulturella identitet." Vice ordförande i statsdumans kommitté för federal struktur och lokalt självstyre sedan den 21 december 2011.

## Utmärkelser

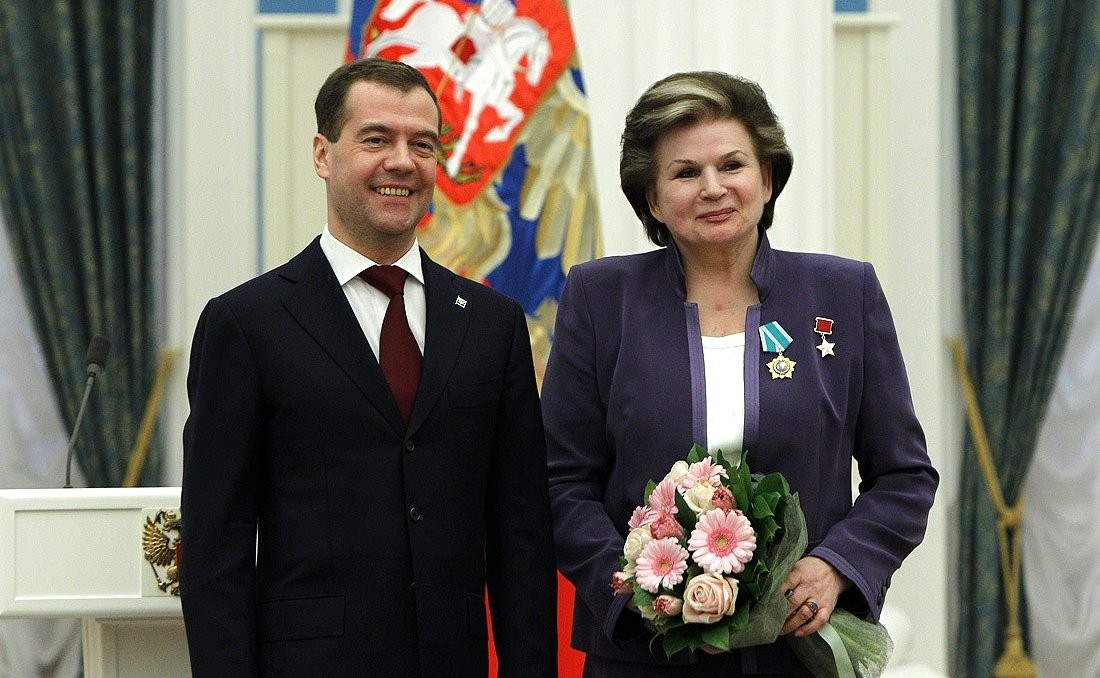
Teresjkova får en utmärkelse av president Medvedev 2011.

### Sovjetiska och ryska
Teresjkova har tilldelats två Leninordnar och har fått utmärkelsen Sovjetunionens hjälte, och flera andra utmärkelser.

### Internationella
Teresjkova har fått flera internationella utmärkelser såsom FN:s guldmedalj för fred. År 2000 fick hon utmärkelsen Århundradets kvinna och år 2004 tilldelades hon utmärkelsen World connection awards på galan Women's world awardsför kvinnor som förändrat världen. Teresjkova har även fått nedslagskratern Tereshkova på månen uppkallad efter sig. Även asteroiden 1671 Chaika är uppkallad efter henne.